# Wandelroute GR122

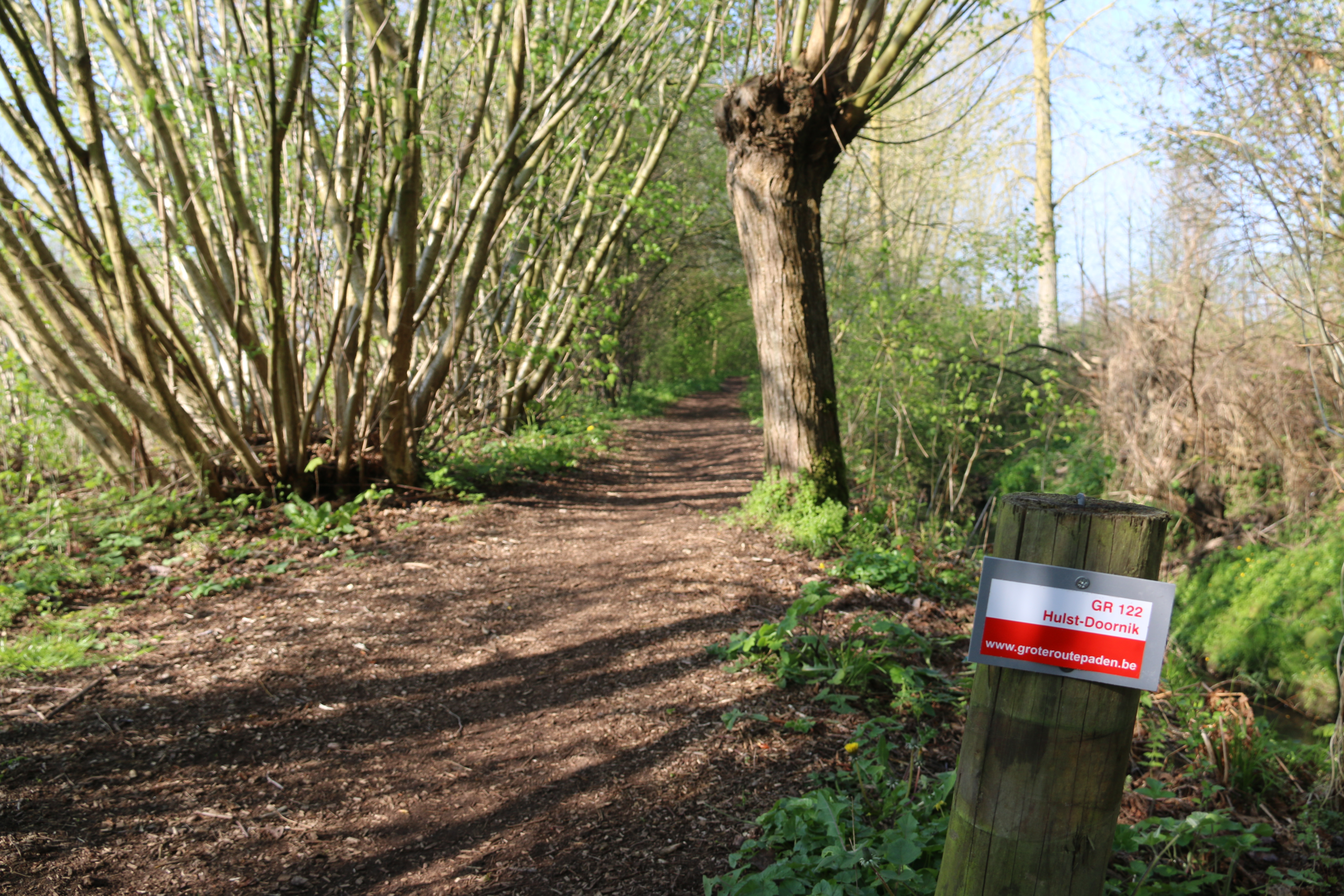
De GR122 op het Jan de Lichtepad in Zottegem

Wandelroute GR122 is een GR-pad en langeafstandsroute van Zeeuws-Vlaanderen in Nederland via België tot Grand Est in Frankrijk. De route start net over de Nederlandse grens in Hulst en loopt na 25 kilometer via het Heidebos Vlaanderen binnen. Daar heet de route GR 122 Scheldeland of GR 122 Hulst-Doornik (van Grote Routepaden vzw) die via het Waasland en de Moervaart door de Bloemenstreek naar Lochristi voert en vanaf Wetteren langs de Schelde naar Melle en Merelbeke. Nadien slingert de GR122 langs de Kaaimeersen via de Zwalmvallei (IJzerkotmolen, Klein Zwitserland, Zwalmmolen) en Zottegem (op het Jan de Lichtepad en langs Beislovenpark, Egmontpark met Egmontkasteel, Heldenlaan, de Markt en De Vlamme) in de Vlaamse Ardennen langs het Brakelbos, Sint-Pietersbos, Muziekbos en Kluisbos tot aan de taalgrens. Tussen Brakelbos en Kluisbos (en tussen Sint-Goriks-Oudenhove en het Kasteel van Lilare in Michelbeke) loopt de GR122 samen met de Streek-GR Vlaamse Ardennen. In Wallonië loopt de GR122 verder via de Mont-Saint-Aubert naar Doornik en Bon-Secours; daar loopt de GR 122 voor 110 km samen met de GRP 123 Tour de la Wallonie picarde. In Frankrijk loopt het langeafstandspad via het Bos van Bon-Secours, Le Quesnoy en het Bos van Mormal tot in Chappes en Son in het departement Ardennes.

## Afbeeldingen

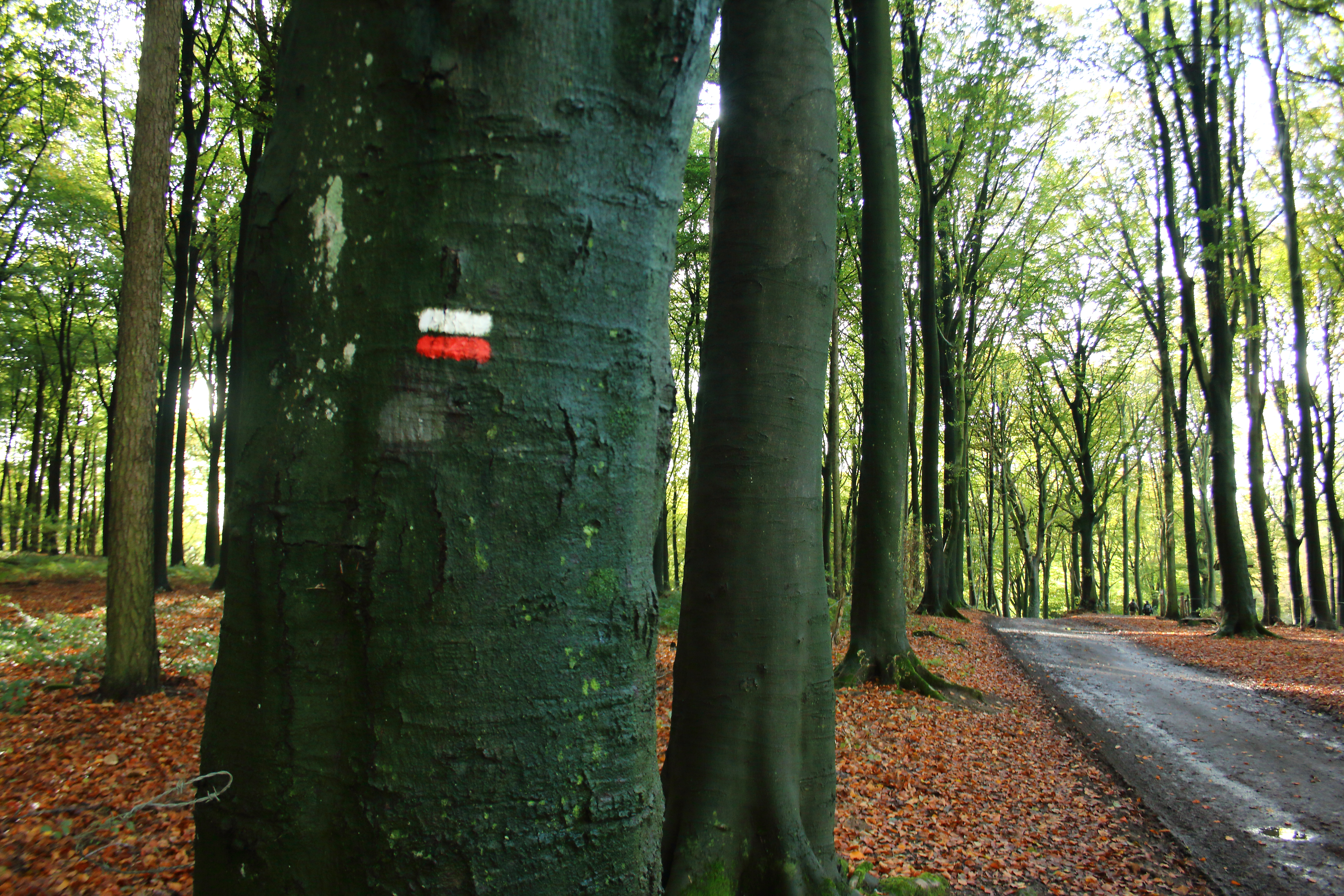
De GR122 in het Kluisbos
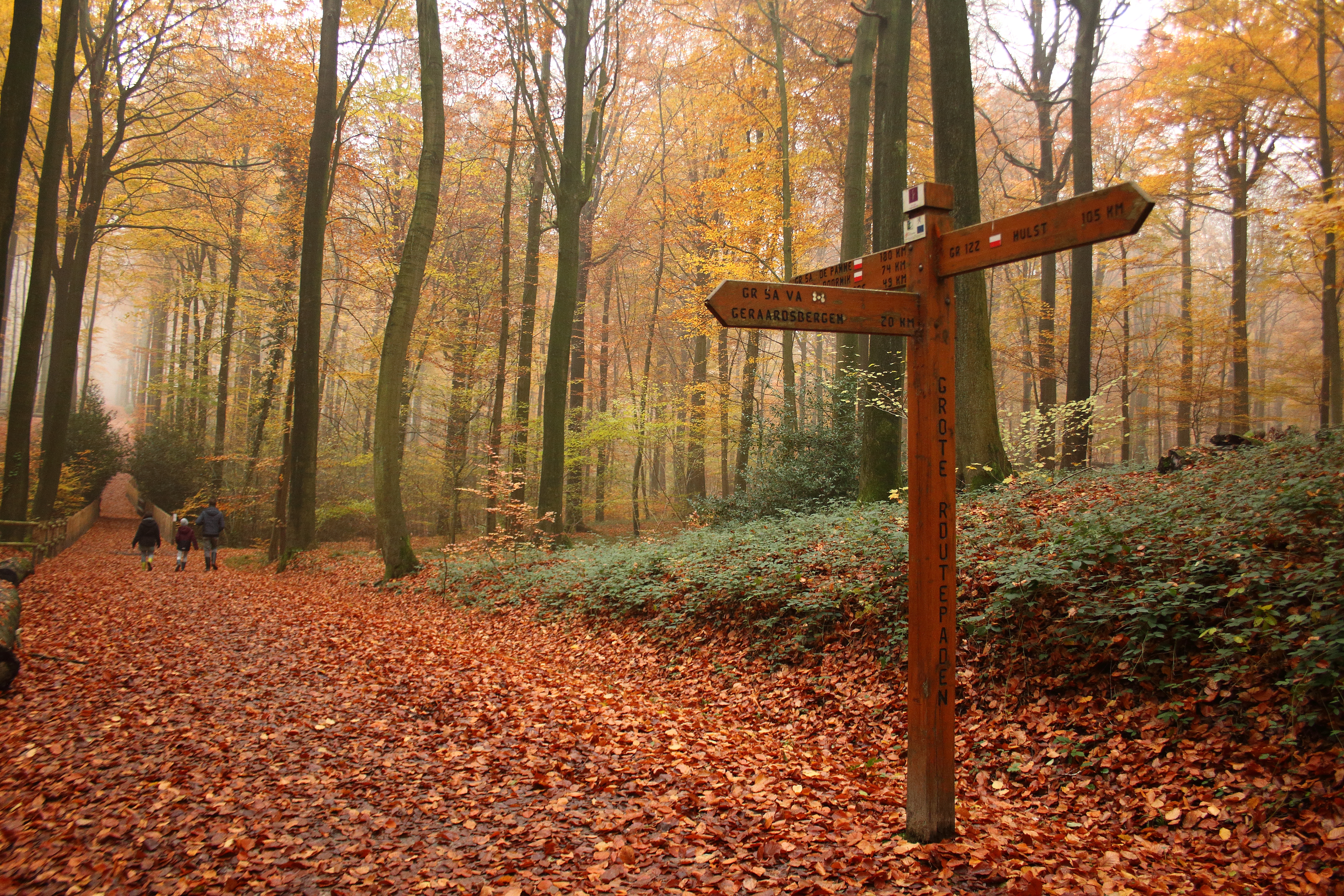
De GR122 in het Brakelbos
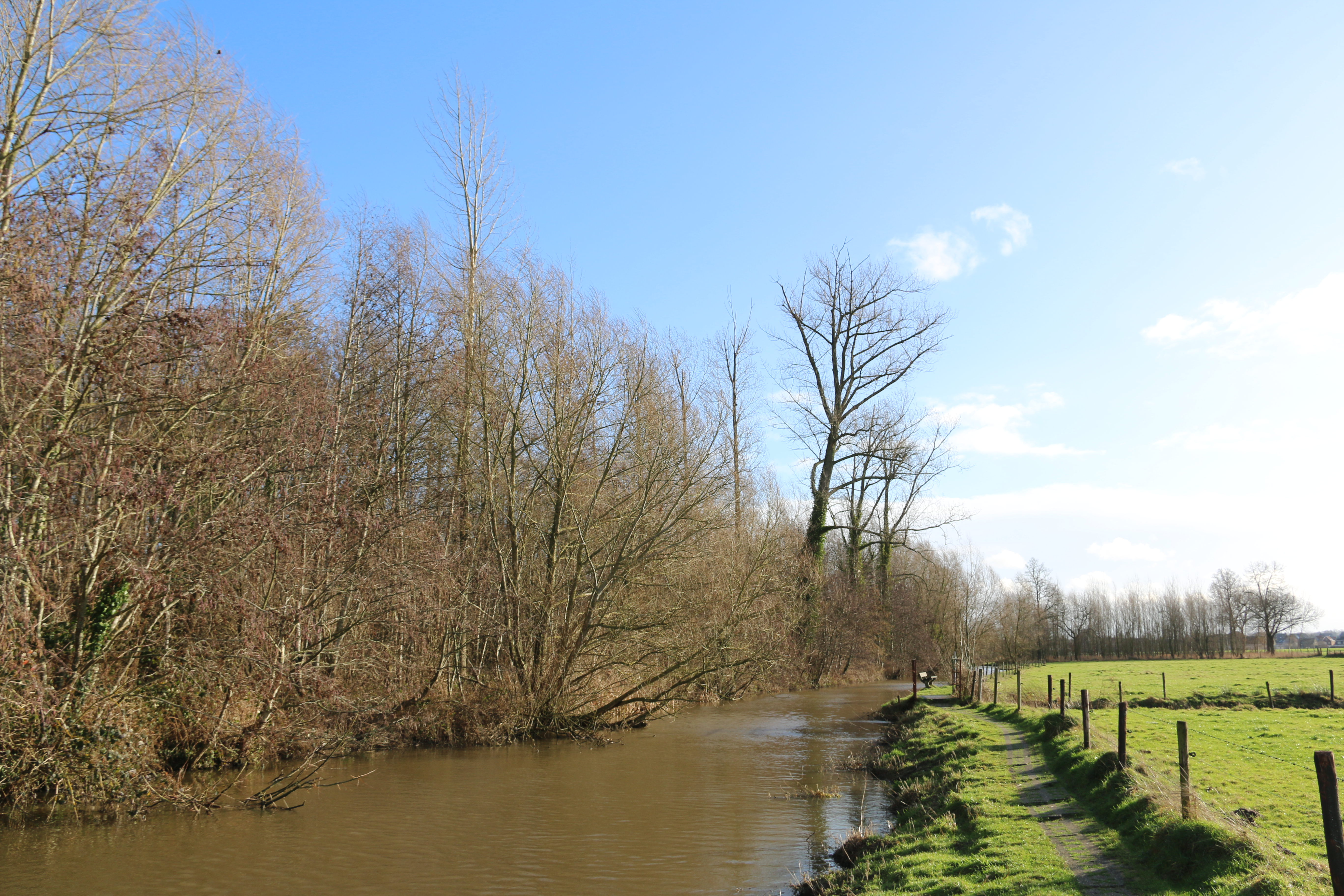
De GR122 in de Zwalmvallei
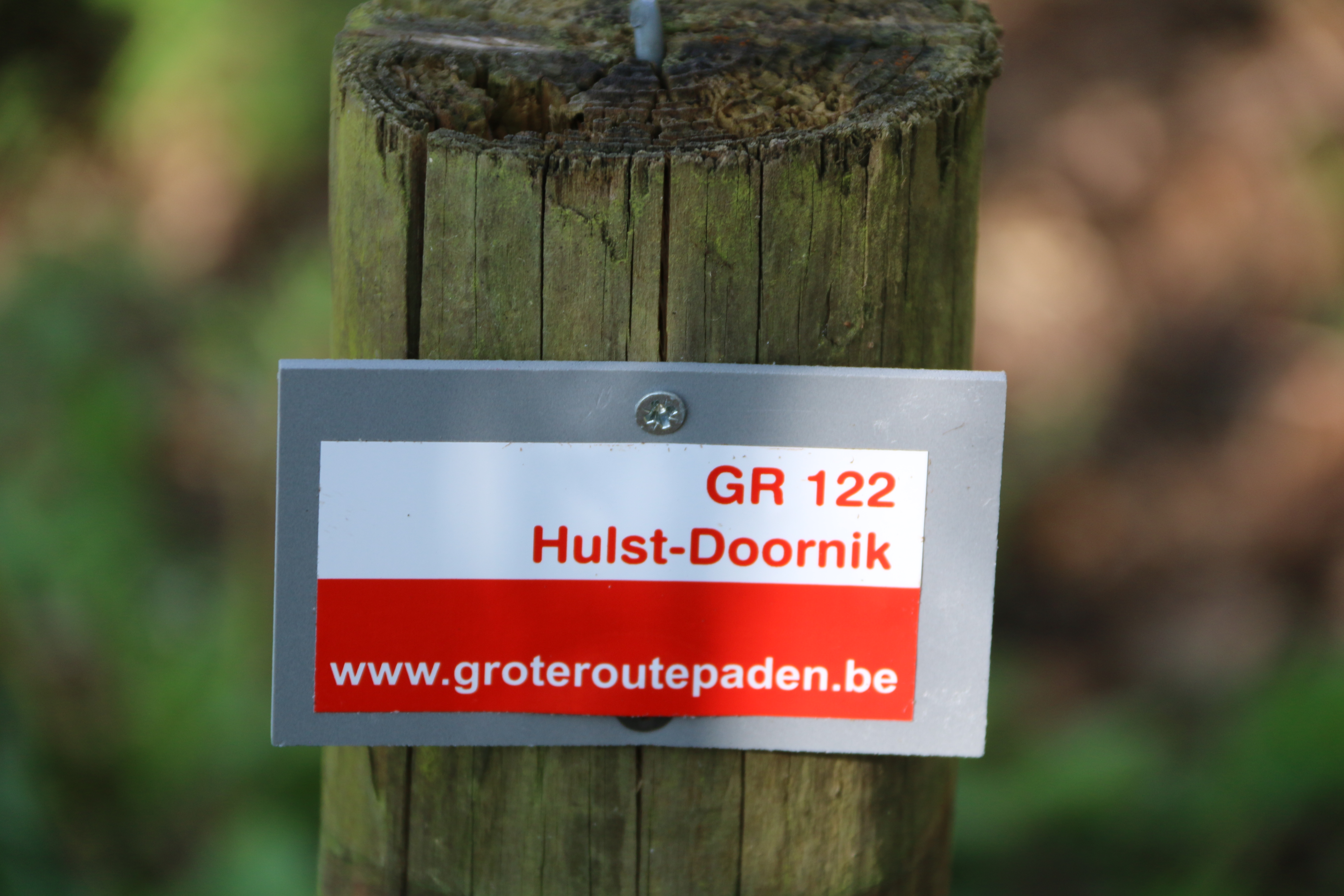
Bewegwijzering GR122 in Zottegem
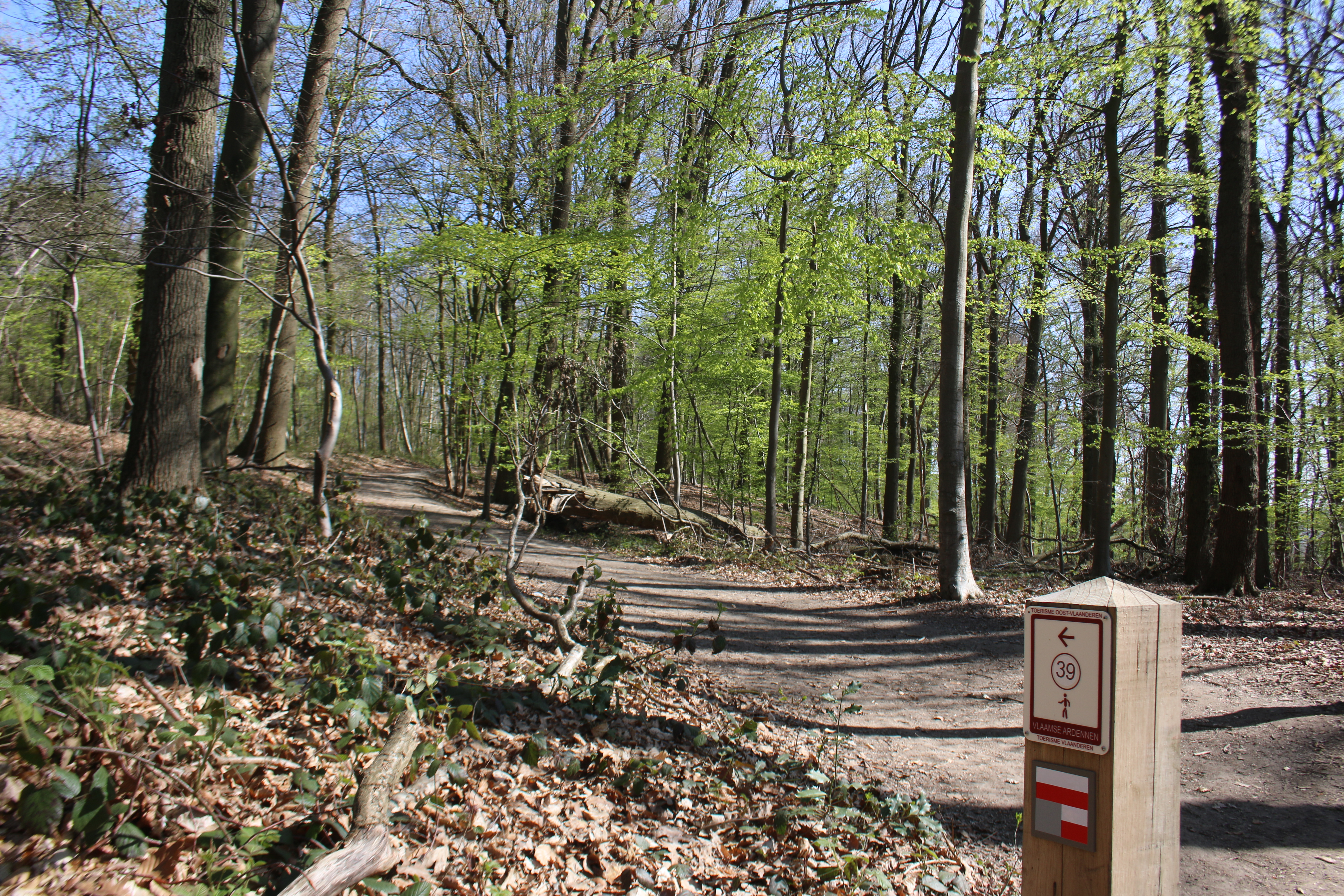
De GR122 in het Sint-Pietersbos